# パドロン

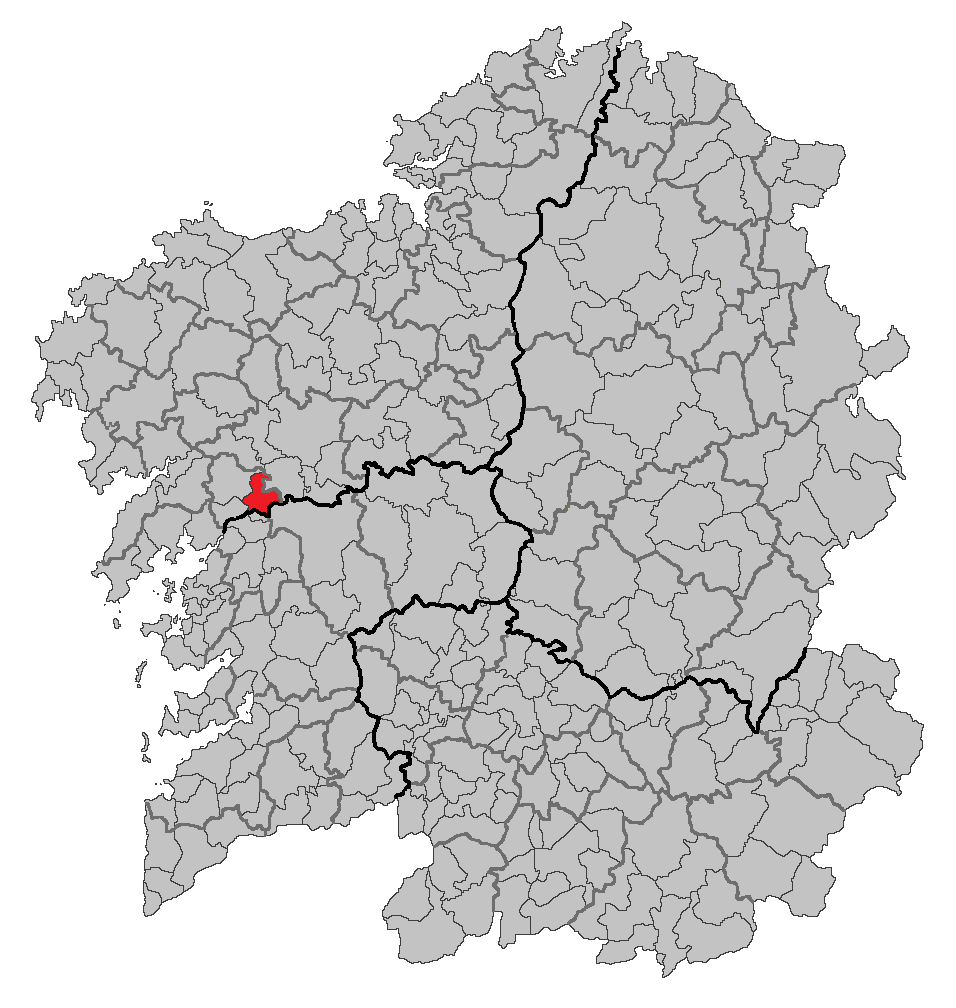

パドロン（Padrón）はスペイン、ガリシア州、ア・コルーニャ県の自治体、コマルカ・ド・サールに属する。ガリシア統計局によると、2011年の人口は8,924人（2010年：8,985人、2009年：8,968人、2006年：9,016人、2005年：9,035人、2004年：9,070人、2003年：9,136人）。住民呼称はpadronés/-esa、あるいは男女同形のiriense。 
ガリシア語話者の自治体人口に占める割合は97.44％（2001年）。

## 地理
パドロンはア・コルーニャ県の南部に位置し、コマルカ・ド・サールに属する。北から西はロイスと、東はテオとア・エストラーダ（ポンテベドラ県）と、南はポンテセスーレス（ポンテベドラ県）と、西はドドロの各自治体と隣接。自治体中心地区はパドロン教区のパドロン地区。
パドロンはパドロン司法管轄区に属し、同管轄区の中心自治体である。

### 人口
| パドロンの人口推移 1900－2010                           |
|                                                         |
| 出典:INE（スペイン国立統計局）1900年 - 1991年、1996年 - |

## 政治
自治体首長はガリシア国民党（PPdeG）のアントーニオ・フェルナンデス・アンゲイラ（Antonio Fernández Angueira）、自治体評議員はガリシア国民党：5、ガリシア社会党（PSdeG-PSOE）：3、ガリシア主義党（PG、Partido Galeguista）：2、CIPA（Converxencia de Independientes de Padrón）：1、ガリシア民族主義ブロック（BNG）：1、CIDEGA（Cidadáns de Galicia）：1となっている（2011年5月22日の自治体選挙結果、得票順）。
| 1999年6月13日自治体選挙 |        |        |          |
| 政党                    | 得票数 | 得票率 | 獲得議席 |
| PPdeG                   | 3,247  | 53.10% | 8        |
| PSdeG-PSOE              | 1,156  | 18.90% | 2        |
| CIPA                    | 1,126  | 18.41% | 2        |
| BNG                     | 523    | 8.55%  | 1        |

| 2003年5月25日自治体選挙 |        |        |          |
| 政党                    | 得票数 | 得票率 | 獲得議席 |
| PPdeG                   | 3,110  | 49.03% | 7        |
| PSdeG-PSOE              | 1,359  | 21.43% | 3        |
| CIPA                    | 1,231  | 19.41% | 2        |
| BNG                     | 556    | 8.77%  | 1        |

| 2007年5月27日自治体選挙 |        |        |          |
| 政党                    | 得票数 | 得票率 | 獲得議席 |
| PPdeG                   | 2,264  | 35.35% | 5        |
| PSdeG-PSOE              | 1,637  | 25.56% | 3        |
| CIPA                    | 1,316  | 20.55% | 3        |
| BNG                     | 688    | 10.74% | 1        |
| PG                      | 470    | 7.34%  | 1        |

| 2011年5月22日自治体選挙 |        |        |          |
| 政党                    | 得票数 | 得票率 | 獲得議席 |
| PPdeG                   | 2,190  | 37.62% | 5        |
| PSdeG-PSOE              | 1,187  | 20.39% | 3        |
| PG                      | 762    | 13.09% | 2        |
| CIPA                    | 610    | 10.48% | 1        |
| BNG                     | 610    | 10.48% | 1        |
| CIDEGA                  | 376    | 6.46%  | 1        |

## 教区
パドロンは5の教区に分けられる。太字は自治体中心地区のある教区。
- カルカシーア（サン・ペドロ）
- クルセス（サンタ・マリーア）
- エルボン（サンタ・マリーア）
- イリア・フラビア（サンタ・マリーア）
- パドロン（サンティアーゴ）

## 文化
- ペメント・デ・パドロン（Pemento de Padrón） - ガリシア料理のペメント・デ・パドロンは、この地が発祥であり、食材のトウガラシ（ペメント）は原産地呼称制度で保護されている。

- 毎日曜日には市（Feira de Padrón）が開かれ、多くの買い物客でにぎわっている。

## 出身著名人
- カミーロ・ホセ・セラ

### ゆかりのある人物
- ロサリーア・デ・カストロ（Rosalía de Castro） - 生前住んでいた家は現在博物館として一般公開されている。